# Bombala Shire
Bombala Shire var en kommun i Australien. Den låg i delstaten New South Wales, i den sydöstra delen av landet, omkring 400 kilometer sydväst om delstatshuvudstaden Sydney. 2014 var antalet invånare 2 401.
Kommunen upphörde den 12 maj 2016 då den slogs samman med Snowy River Shire och Cooma-Monaro för att bilda det nya självstyresområdet Snowy Monaro Regional Council.
Utöver huvudorten Bombala hörde även byarna Delegate, Cathcart, Bibbenluke och Craigie till Bombala Shire.